# La Tour sombre (film)
Pour les articles homonymes, voir La Tour sombre (homonymie).
Pour plus de détails, voir Fiche technique et Distribution.
La Tour sombre (The Dark Tower) est un film de fantasy et de science-fiction américain réalisé par Nikolaj Arcel, sorti en 2017.

## Synopsis
Le pistolero Roland de Gilead est lancé sur les traces de Walter Padick, l'homme en noir. Assoiffé de vengeance, Roland doit par ailleurs protéger la mythique Tour sombre, lieu servant de point de connexion entre tous les univers, pour sauver son monde sur le point de s'écrouler. Il peut compter sur l'aide de Jake Chambers, un adolescent originaire de la « Terre-clef » et ayant reçu de nombreuses visions de Roland, de son ennemi juré et de la Tour sombre.

## Fiche technique
Sauf indication contraire, les informations mentionnées dans cette section peuvent être confirmées par la base de données cinématographiques IMDb,  présente dans la section « Liens externes ».
- Titre original : The Dark Tower
- Titre français et québécois : La Tour sombre
- Réalisation : Nikolaj Arcel
- Scénario : Nikolaj Arcel, Anders Thomas Jensen, Akiva Goldsman et Jeff Pinkner, d'après le cycle de romans La Tour sombre de Stephen King
- Musique : Tom Holkenborg
- Décors : Christopher Glass
- Costumes : Trish Summerville
- Photographie : Rasmus Videbaek
- Montage : Alan Edward Bell
- Production : Akiva Goldsman, Brian Grazer et Ron Howard
- Sociétés de production : Media Rights Capital, Imagine Entertainment, Sony Pictures Entertainment et Weed Road Pictures
- Budget : 60 millions USD[1]
- Pays d'origine :  États-Unis
- Langue originale : anglais
- Genres : Fantasy, science-fiction, action, aventure et western
- Durée : 95 minutes
- Dates de sortie[2] :
  - États-Unis : 4 août 2017
  - France : 9 août 2017
- Classification :
  - France : tout public
  - Royaume-Uni : « 12A » (les moins de 12 ans doivent être accompagnés par un majeur pour le visionner au cinéma)

## Distribution
- Idris Elba (VF : Frantz Confiac ; VQ : Patrick Chouinard) : Roland Deschain
- Matthew McConaughey (VF : Bruno Choël ; VQ : Daniel Picard) : Walter Padick, l'homme en noir
- Tom Taylor (VF : Kylian Trouillard ; VQ : Nicolas Poulin) : Jake Chambers
- Katheryn Winnick (VF : Barbara Beretta ; VQ : Pascale Montreuil) : Laurie Chambers
- Nicholas Pauling (VF : Guillaume Lebon ; VQ : Christian Perrault) : Lon
- Nicholas Hamilton (VF : Oscar Douieb ; VQ : Nico Caron) : Lucas Hanson
- Jackie Earle Haley (VF : Julien Kramer ; VQ : Sylvain Hétu) : Sayre
- Dennis Haysbert (VF : Paul Borne ; VQ : Guy Nadon) : Steven Deschain
- Claudia Kim (VF : Anne Tilloy ; VQ : Aurélie Morgane) : Arra Champignon
- Fran Kranz (VF : Jérémy Bardeau ; VQ : Kevin Houle) : Pimli
- Abbey Lee (VF : Caroline Cadrieu ; VQ : Kelly Morgane) : Tirana
- Alex McGregor : Susan Delgado
- José Zúñiga (VF : Mathieu Buscatto ; VQ : Benoît Éthier) : le docteur Hotchkiss
- Lemogang Tsipa : Phedon

 Source et légende : version québécoise (VQ) sur Doublage.qc.ca

## Production

### Développement
L'adaptation du cycle de La Tour sombre de Stephen King a été longtemps en projet avant de se concrétiser. Dès février 2007, l'écrivain affirme avoir vendu les droits d'adaptation du cycle pour 19 dollars, le nombre 19 étant un élément récurrent dans l'histoire, à J. J. Abrams et Damon Lindelof, cocréateurs de la série Lost : Les Disparus. Toutefois, Abrams et Lindelof, ne désirant pas s'engager sur un nouveau projet de longue haleine et effrayés par la complexité de celui-ci, renoncent à leur adaptation en novembre 2009.
Quelques mois plus tard, en septembre 2010, NBC et Universal Pictures déclarent mettre en chantier une trilogie de films ainsi qu'une série télévisée basée sur cet univers, ayant acquis les droits des romans, de la nouvelle Les Petites Sœurs d'Éluria et des comics. Ron Howard est chargé de la réalisation du premier film et de la première saison de la série, et Akiva Goldsman a pour tâche d'écrire le scénario. Il est prévu que l'adaptation débute par un premier film, suivi par la première saison de la série, puis un deuxième film (sur la jeunesse de Roland), une deuxième saison, un troisième film et finalement une ou plusieurs saisons de la série pour terminer. La sortie du premier film est planifiée pour la date du 17 mai 2013 par Universal Pictures. Début 2011, les producteurs évoquent les acteurs Viggo Mortensen et Javier Bardem comme étant leurs priorités pour le rôle principal de Roland de Gilead, alors que Naomie Harris est envisagée pour le rôle de Susannah.
Cependant, Universal se retire du projet en juillet 2011 car l'adaptation est considérée comme trop risquée sur le plan financier. En dépit de cela, Ron Howard et Brian Grazer confirment que l'adaptation est toujours à l'ordre du jour et qu'ils cherchent un nouveau financement, HBO étant susceptible de reprendre la partie télévisée du projet. Warner Bros. est pendant un temps intéressée pour reprendre le projet, avec Russell Crowe envisagé pour le rôle principal, mais, en août 2012, la compagnie décide à son tour de ne pas financer le projet, le studio de production Media Rights Capital restant le dernier candidat susceptible de le mettre en chantier.
Le projet, longtemps au point mort, rebondit en avril 2015 lorsque Sony Pictures Entertainment, à la recherche d'une franchise de films à exploiter, annonce son intention de le relancer en association avec Media Rights Capital. Une nouvelle version du scénario pour un premier film est écrite par Akiva Goldsman et Jeff Pinkner. En juillet 2015, Sony Pictures Entertainment annonce l'engagement du réalisateur danois Nikolaj Arcel pour diriger le premier film de cette adaptation audiovisuelle. Arcel réécrit le script en compagnie de son compatriote et ami Anders Thomas Jensen. Le scénario du film combine des éléments des trois premiers livres du cycle mais le réalisateur ainsi que Stephen King laissent entendre que le film sera autant une suite qu'une adaptation. La sortie du film est programmée initialement pour le 17 février 2017, puis repoussée à l'été.

### Attribution des rôles
En mars 2016, il est officiellement annoncé que les acteurs Idris Elba et Matthew McConaughey sont respectivement engagés pour interpréter les rôles de Roland de Gilead et de l'homme en noir. Le choix d'Idris Elba, pressenti depuis déjà quelques mois pour tenir le rôle principal, provoque une certaine controverse en raison de son physique très éloigné de celui de Roland tel que celui-ci est décrit dans les romans. À l'inverse, Stephen King lui-même se félicite du choix d'Elba. Sur le personnage de Roland, King précise : « Pour moi le personnage est toujours le personnage. C'est presque un héros à la Sergio Leone comme l'homme sans nom (...) Il peut être noir ou blanc, cela ne fait aucune différence à mes yeux. Je pense que cela ouvre beaucoup de possibilités pour l'histoire ».
Après une recherche menée internationalement par la production, le jeune acteur Tom Taylor est engagé pour tenir le rôle de Jake Chambers. Abbey Lee, Jackie Earle Haley et Fran Kranz sont engagés pour interpréter des rôles de méchants dans le film. L'engagement de Katheryn Winnick est ensuite annoncé après le début du tournage pour un rôle alors inconnu, révélé être plus tard celui de la mère de Jake Chambers.
Concernant le personnage d'Eddie Dean, Aaron Paul, qui a depuis longtemps exprimé son intérêt pour tenir le rôle, mène auprès de Stephen King et de la production une campagne de lobbying sur Internet pour l'obtenir. Néanmoins, les personnages d'Eddie et de Susannah n’apparaitront que dans un éventuel deuxième film.

### Tournage
Le tournage du film, qui se déroule en Afrique du Sud, commence le 12 avril 2016. Il se poursuit à New York à partir de la fin du mois de juin 2016.

## Accueil

### Accueil critique
Le film reçoit un accueil critique défavorable, recueillant 16 % de critiques positives, avec une note moyenne de 4,1⁄10 sur la base de 262 critiques collectées, sur le site agrégateur de critiques Rotten Tomatoes. Sur Metacritic, il obtient un score de 34⁄100 sur la base de 46 critiques collectées. Les critiques lui reprochent ses incohérences, son mélange des genres raté mais saluent malgré tout l'univers mis en place.
L'accueil en France est plus modéré, le site Allociné lui attribue une moyenne de 2.4⁄5 à partir de l'interprétation de 11 critiques de presse.

### Box-office
Le film n'a pas connu un grand succès, avec 50 701 325 dollars en Amérique, mais rembourse son budget de 60 000 000 dollars à l'international en récoltant un total de 113 231 078 dollars.
| Pays ou région    | Box-office      | Date d'arrêt du box-office | Nombre de semaines |
| ----------------- | --------------- | -------------------------- | ------------------ |
| États-Unis Canada | 50 701 325 $    | 19 octobre 2017            | 11                 |
| France            | 372 160 entrées | 10 octobre 2017            | 9                  |
| Total mondial     | 113 231 078 $   | -                          | -                  |